# Longines
Longines (fransk, udtales "lɔ̃ʒin") er en virksomhed beliggende i Saint-Imier, Schweiz, der designer og producerer sofistikerede ure, der er positionerede til toppen af markedet. Longines blev grundlagt af Auguste Agassiz i 1832 og er i dag ejet af Swatch Group. Logoet for Longines er det vingede timeglas.

## Historie
Longines blev grundlagt af Auguste Agassiz (1809-1877) i 1832 ved Saint-Imier i Schweiz. Compagnie des Montres Longines Francillon SA, mere almindeligt kendt som Longines, er det ældste registrerede varemærke i verden. I årenes løb har Longines haft en tilstedeværelse i luftfartsindustrien og i timingen af sportsbegivenheder.
Eksempelvis har Longines inden for sportsverdenen indført den første timing-mekanisme automatisk udløst af en elektrisk ledning. Siden da er brandet blevet udpeget som officiel partner og tidtager af internationale forbund og prestigefyldte sportsbegivenheder over hele verden. Desuden har Longines historisk markeret sig inden for luftfart og navigation ved timing, fx gennem den første non-stop soloflyvning over Atlanten af Charles Lindbergh. Øvrige kendte personer som har båret armbåndsuret Longines er Albert Einstein, Humphrey Bogart, Billy Zane, etc.
I dag er Longines med det bevingede timeglas-logo repræsenteret i mere end 140 forskellige lande.

## Urværk
Longines designer schweizisk mekaniske urværker og quartz-urværker (batteridrevet). Disse urværker bliver teknologisk fremstillet af ETA.

## Produkter

### Armbåndsure
Longines har designet følgende armbåndsure.

#### ELEGANCE
- Longines DolceVita
- Longines Primaluna
- La Grande Classique de Longines
- Longines Symphonette

#### Watchmaking tradition
- The Longines Master Collection
- Longines evidenza
- The Longines Saint-Imier Collection
- Conquest Classic
- The Longines Elegant Collection

#### Equestrian
- The Longines Equestrian Collection

#### SPORT
- HydroConquest
- Conquest

#### HERITAGE
- Heritage Collection